# عنصر شبه‌منظم
در ریاضیات، به‌خصوص در نظریه حلقه‌ها، مفهوم شبه‌منظم بودن، از نظر محاسباتی روشی برای کار با رادیکال جیکوبسن یک حلقه را فراهم می‌آورد. به‌طور شهودی، شبه منظم بودن چیزی که به آن «بد بودن» یک عنصر می‌گوییم را شامل می‌شود، یعنی همان خواص نامطلوب. به‌طور کمی مبهم می‌توان گفت که گرچه که یک «عنصر بد» لزوماً شبه منظم است، اما همه عناصر شبه منظم لزوماً «بد» نیستند. در این مقاله ما در ابتدا خود را با مفهوم شبه منظم بودن در حلقه‌های یک‌دار درگیر می‌کنیم. با این حال یک بخش به نظریه شبه منظم در حلقه‌های بدون یک اختصاص داده می‌شود، که بخش مهمی از نظریه حلقه‌های ناجابجایی را شامل می‌شود.
فرض کنید {\displaystyle \mathrm {R} } یک حلقه یک‌دار باشد و {\displaystyle \mathrm {r} } عضوی از آن باشد. می‌گوییم {\displaystyle \mathrm {r} } شبه منظم است اگر {\displaystyle \mathrm {1-r} } در {\displaystyle \mathrm {R} } معکوس پذیر ضربی باشد. مفاهیم شبه منظم بودن چپ یا راست به زمانی گفته می‌شود که {\displaystyle \mathrm {1-r} } به ترتیب معکوس چپ یا راست داشته باشد.
عضوی چون {\displaystyle \mathrm {x} } از یک حلقه بدون یک را شبه منظم راست گویند اگر وجود داشته باشد عضوی چون  {\displaystyle \mathrm {y} } وجود داشته باشد چنان‌که {\displaystyle \mathrm {x+y-xy=0} }. برای چنین حلقه‌هایی شبه منظم بودن چپ نیز به طریق مشابه تعریف می‌شود. عنصر {\displaystyle \mathrm {y} } را برخی مواقع شبه معکوس راست {\displaystyle \mathrm {x} } گویند. اگر حلقه ای یک دار باشد، این تعریف اخیر با تعریف اصلی یکی خواهد شد.